# Comitato rivoluzionario centrale bulgaro
Il Comitato Rivoluzionario Centrale Bulgaro (in bulgaro Български Рeволюционeн Цeнтралeн Комитeт?, Bălgarski Revoljucionen Centralen Komitet) o CRCB fu un movimento rivoluzionario creato nel 1869 con sede a Bucarest. Il suo scopo era diffondere idee rivoluzionarie e sostenere la preparazione politica e ideologica della rivoluzione nazionale bulgara.

## Origini

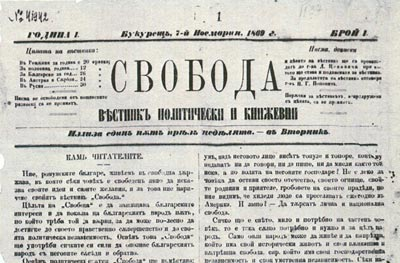
Prima pagina di "Libertà", 7 novembre 1869

L'idea di costruire un unico centro della comunità rivoluzionaria bulgara sorse a seguito dello scioglimento della Seconda Legione Bulgara di Georgi Rakovskij e della sconfitta del gruppo di Hadži Dimitar e Stefan Karadža nel luglio 1868. Alcuni degli ex attivisti del Comitato Rivoluzionario Segreto Bulgaro, insieme ai sostenitori delle idee rivoluzionarie di Georgi Rakovskij, fondarono il gruppo "Giovane Bulgaria". Con l’aiuto di Rakovskij, durante 1868-1869, Vasil Levski cominciò  a fondare i comitati rivoluzionari in Bulgaria. 
Nella letteratura scientifica, le opinioni su quando sia stato effettivamente creato il Comitato Rivoluzionario Centrale Bulgaro sono diverse. Secondo l’opinione più accreditata, il CRCB fu fondato nell'autunno del 1869. Questa teoria è supportata dal fatto che Ljuben Karavelov cominciò a pubblicare il suo giornale "Libertà" nella seconda metà del 1869. Attorno alla redazione del giornale si formò gradualmente un nuovo gruppo politico. All'inizio, il CRCB fu interamente sotto l'influenza delle idee di Karavelov, diffuse attraverso il "Libertà". Karavelov scrisse anche il primo programma del Comitato, pubblicato il 1º agosto 1870 sulla rivista “Narodnoe delo" di Ginevra. Il programma venne scritto in risposta a una richiesta da parte della Lega Internazionale per la Pace e la Libertà, fondata a Ginevra nel 1867. In una lettera speciale la Lega richiese l'invio del programma e di altro materiale riguardante il Comitato, per poterlo utilizzare nel successivo Congresso della Lega.

## Programma del CRCB

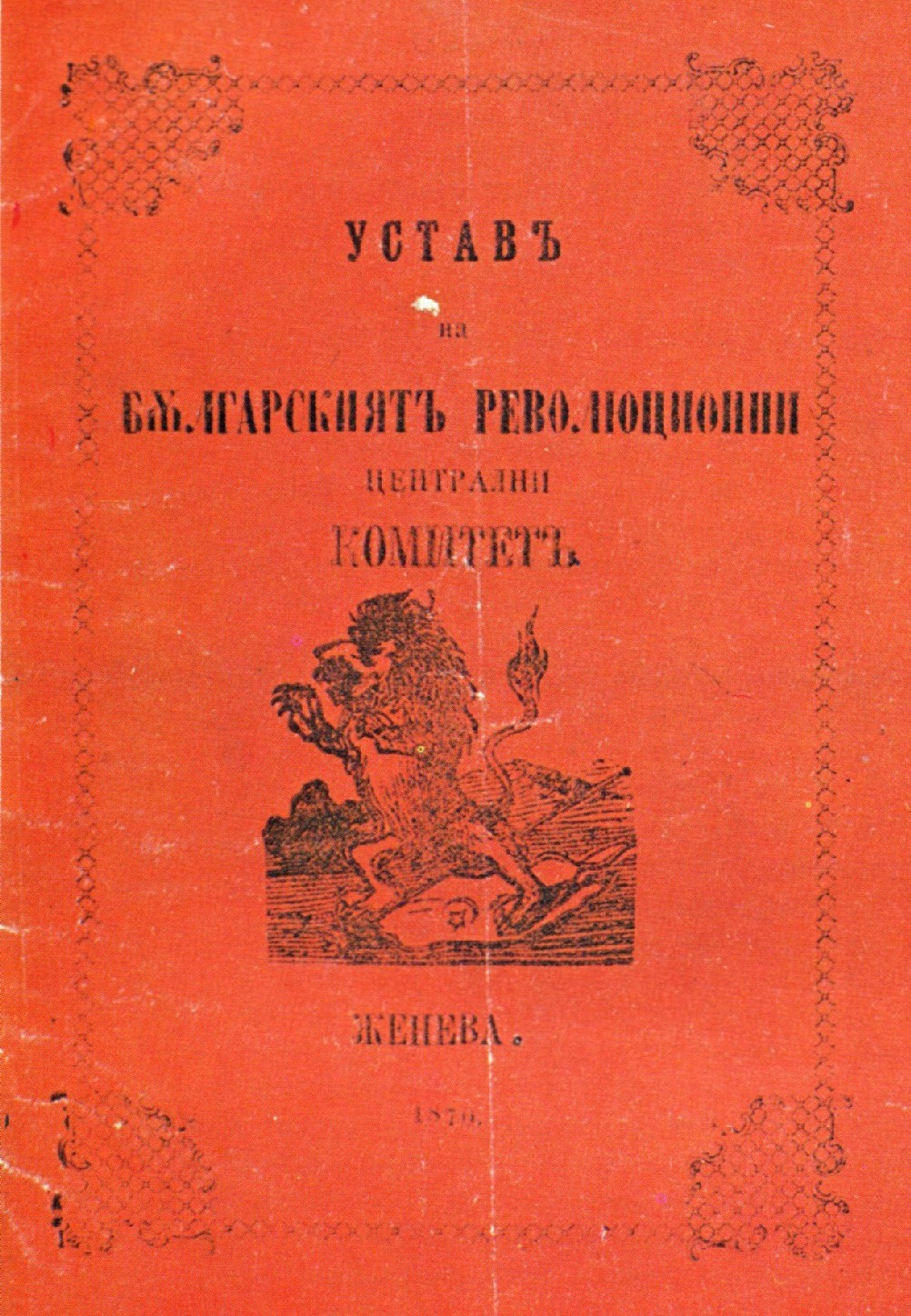
Statuto del CRCB, 1870

Karavelov espresse la necessità di liberazione politica della Bulgaria, e condivise l’idea della creazione di una Federazione Danubiana sul modello degli Stati Uniti e della Svizzera. Nell'autunno dello stesso anno pubblicò l'opuscolo Glas bulgarski, in cui sostenne che la liberazione può essere raggiunta solo attraverso la rivoluzione a livello nazionale e lanciò l'idea di una co-gestione repubblicana nella Bulgaria libera.
Il Glas bulgarski’, rilasciato nel 1870, trattò i seguenti punti:
- La conquista della libertà politica per il popolo bulgaro.
- Il conseguimento della libertà senza interferenza di forze esterne.
- La condanna di ogni forma di collaborazione con i čorbadžij e con l'autorità ottomana.

Ljuben Karavelov volle stabilire relazioni di “buon vicinato” con i paesi balcanici, in particolare con Serbia e Romania. Volle inoltre creare una "federazione sud-slava o danubiana" di bulgari, serbi e romeni, nella quale ogni paese mantenesse il proprio governo e la propria sovranità, sul modello svizzero.

## Il distacco del Comitato e l'Organizzazione rivoluzionaria interna

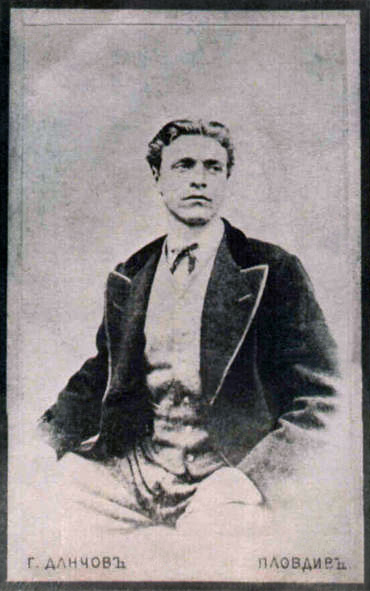
Vasil Levski al tempo della creazione dell’Organizzazione rivoluzionaria interna

L’obiettivo della prima sede del CRCB fu di diffondere le idee rivoluzionarie e unire le forze dell’emigrazione bulgara. A Ljuben Karavelov venne assegnato il ruolo di supervisore, mentre la seconda sede fu sotto il controllo di Vasil Levski. Levski diresse le proprie attività nelle terre bulgare, dove pose i fondamenti per l’Organizzazione rivoluzionaria interna.

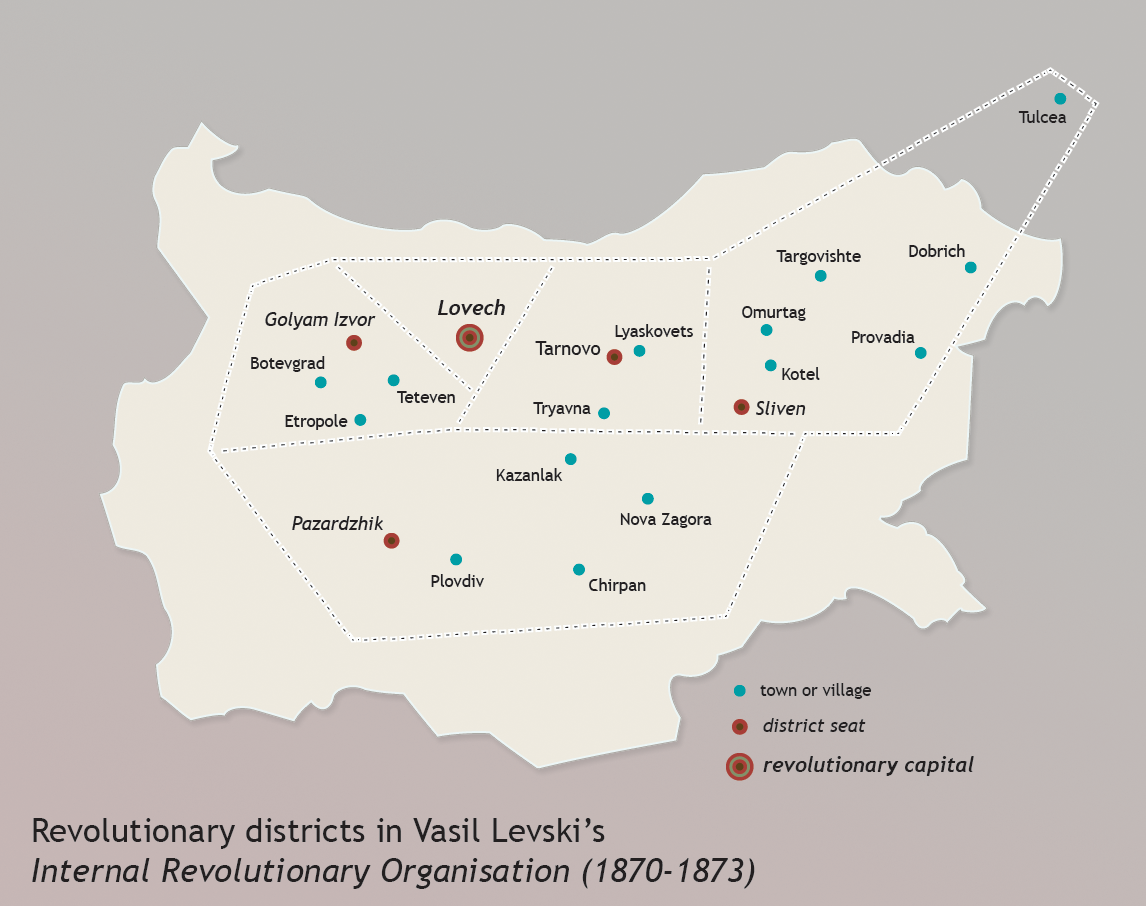
Mappa dei distretti rivoluzionari dell'organizzazione rivoluzionaria interna di Vasil Levski

L'Organizzazione rappresentò una rete di comitati rivoluzionari regionali, governati da un Comitato Centrale con sede in Loveč. La fondazione dell’Organizzazione interna riflesse le idee di Levski, ossia il trasferimento in Bulgaria del centro dell'attività rivoluzionaria con sede in Romania. Nel 1871, Levski preparò il programma dell'Organizzazione secondo il suo punto di vista politico: la liberazione della Bulgaria dagli ottomani attraverso una rivoluzione nazionale e l'istituzione del paese come repubblica democratica per garantire per l'uguaglianza di tutti i suoi cittadini, di ogni etnia o religione. 
Alla fine del 1872, Levski e Karavelov scoprirono che il successo della lotta contro gli Ottomani dipese dalla cooperazione dei comitati esterni e interni. 
Per unire l'attività rivoluzionaria, dal 29 aprile al 4 maggio 1872, a Bucarest si tenne l'Assemblea generale del comitato, durante la quale vennero discussi e adottati nuovi programmi e statuti. Il progetto intitolato "Lavoratori per la liberazione del popolo bulgaro", creato da Levski, stabilì l’organizzazione rivoluzionaria interna.
Considerando le condizioni delle terre bulgare e la situazione nei Balcani, l'Assemblea Generale del CRCB decise di passare all'azione rivoluzionaria immediata. Vasil Levski venne nominato Apostolo nel Nord della Bulgaria, in Tracia e in Macedonia. Ritornò in seguito nelle terre bulgare e continuò a costruire l'Organizzazione interna. 
Dopo le azioni di Dimitar Obšti, in particolare il furto di un convoglio postale ottomano nel Passo Arabakonak per finanziare le attività del comitato, l'organizzazione rivoluzionaria interna fu gravemente compromessa. Le autorità ottomane reagirono duramente e riuscirono ad arrestare tanti rivoluzionari, tra cui anche Levski, che venne condannato a morte e impiccato a Sofia nel 1873.

## Periodo di crisi
Dopo l'impiccagione di Vasil Levski, iniziò un nuovo periodo di attività del Comitato.

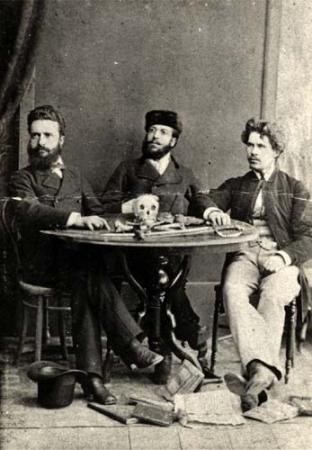
Hristo Botev, Nikola Slavkov e Ivan Drasov in Romania nel 1875

 Il fallimento dell’Organizzazione interna causò una crisi profonda nel movimento rivoluzionario. I disaccordi tra gli attivisti delle terre bulgare e quelli di Bucarest emersero. Alcuni membri più influenti del CRCB di Bucarest tornarono alle loro vecchie idee per cercare alleati tra nazioni balcaniche confinanti.
Lo stato caotico in cui si trovò l'organizzazione interna e la fragilità organizzativa portarono alla convocazione di un'assemblea generale per decidere le azioni successive. Nel marzo 1873 il CRCB decise di trovare un successore di Levski per rafforzare la rete di comitati. Venne scelto un insegnante di Sliven, Atanas Uzunov, che per circa un mese compié il suo dovere, ma cadde nelle mani delle autorità ottomane. 
Tra l’11 e il 12 maggio 1873 si tenne la prima assemblea generale a Bucarest dopo la morte di Levski. Si presentarono solo due persone in rappresentanza della Bulgaria. L’assemblea abolì il programma del Comitato, revocando così anche l'idea di base della gestione centralizzata di Levski e la rigorosa disciplina nella preparazione della rivolta. L’assemblea generale successiva, tenutasi tra il 20 e il 21 agosto 1874 su iniziativa dei Comitati rivoluzionari di Tarnovo e Ruse, determinò il successivo capo del Comitato rivoluzionario bulgaro, Stefan Stambolov. Nell'amministrazione del comitato a Bucarest, insieme a Ljuben Karavelov, Kiriak Cankov, entra anche Hristo Botev, che alla fine emerse come una delle figure centrali. Le funzioni del Comitato centrale nelle terre bulgare vennero affidate al Comitato rivoluzionario di Ruse. Dopo la chiusura dell'Assemblea Generale, Stefan Stambolov fu trasferito in Bulgaria e stabilì un contatto con alcuni dei vecchi comitati rivoluzionari.
Alla fine del dicembre 1874, tra i membri del CBCR nacque un grande disaccordo sulla questione delle linee guida per l’attività futura, con il risultato che, nell'estate del 1875, Ljuben Karavelov venne rimosso dal Comitato. L'incarico della propaganda rivoluzionaria venne assegnato a Hristo Botev, che diventò direttore dell’organo di stampa, il giornale "Zname".

## Rivolte (1875 - 1876)
Nel 1875 iniziò la terza fase del CRCB. La maggiore influenza venne data dalla visione radicale rivoluzionaria di Hristo Botev. Nell'estate del 1875, la Questione d'oriente entrò in una nuova fase con la rivolta in Bosnia ed Erzegovina, incitando i leader del CRCB ad organizzare immediatamente un’insurrezione nelle terre bulgare.

Sollevata nel mese di giugno, la rivolta in Erzegovina fu seguita da una rivolta armata in Bosnia nel mese di agosto. Queste insurrezioni diedero origine alla cosiddetta Crisi d’Oriente, che ebbe una durata di tre anni. Sostenuta da montenegrini, serbi, croati e sloveni, la rivolta espanse il proprio dominio e vinse la simpatia e il sostegno della maggioranza del popolo europeo. 

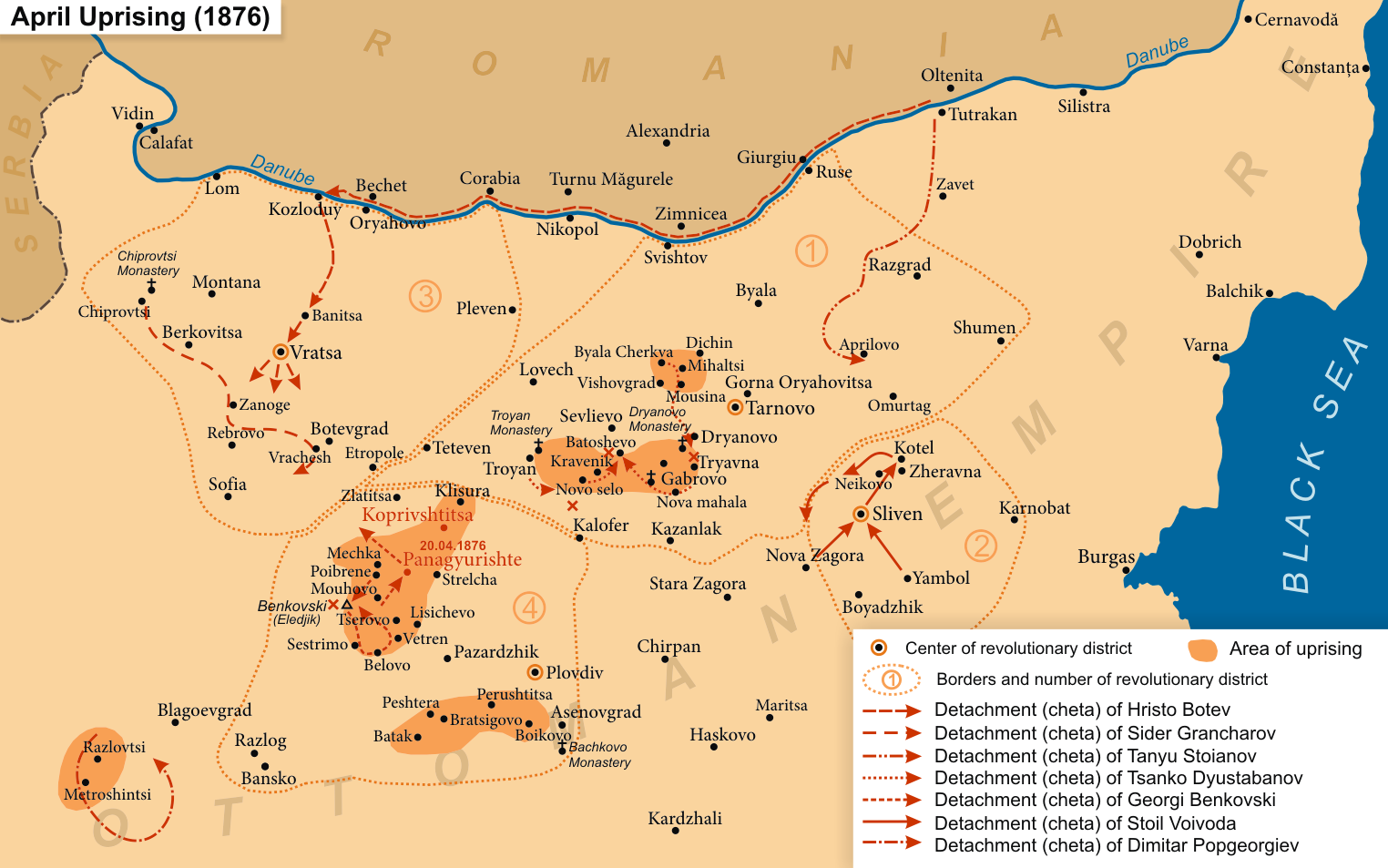
Rivolta d'aprile

Per vari motivi, la rivolta organizzata dal Comitato, nota come La Rivolta di Stara Zagora, venne sollevata prematuramente nell’autunno del 1875 ma si limitò soltanto a Stara Zagora, Šumen e Tarnovo. Il suo fallimento portò una nuova crisi nel Comitato centrale rivoluzionario bulgaro. Botev rassegnò le dimissioni. Poco dopo, il Comitato stesso si disgregò. 
Alla fine del 1875, al culmine della crisi d’Oriente (1875-1878), i rivoluzionari fondarono il Comitato rivoluzionario di Ghurghevo, che fu un proseguimento del CRCB dopo il fallimento di Stara Zagora.
La costruzione del Comitato Centrale Rivoluzionario Bulgaro segna l'ultimo e più notevole stadio del movimento rivoluzionario nazionale organizzato dal popolo bulgaro, culminante con la Rivolta d'aprile nel 1876.

## Dopo la Liberazione
Dal punto di vista ideologico e pratico, gli eredi del CRCB dopo la Liberazione furono:
- l'Organizzazione Rivoluzionaria Interna della Macedonia - Edirne, istituita a Berlino nell'estate del 1878, con obiettivo la liberazione della Macedonia - Edirne e l’unione alla Bulgaria.
- L'Organizzazione rivoluzionaria interna di Tracia, istituita durante il Trattato di Neuilly del 1919 per la liberazione della Tracia e la sua adesione alla Bulgaria.
- L'Organizzazione rivoluzionaria interna Zapadnokrajska "Vartop", fondata dopo il Trattato di Neuilly del 1919, con obiettivo la liberazione dei regioni occidentali e l’unione alla Bulgaria.
- L'Organizzazione Rivoluzionaria interna di Dobrugia, che lottava dal 1923 per la liberazione del Nord e della Dobrugia meridionale e per l’unione alla Bulgaria.